# 還相回向
還相回向（げんそうえこう）は、浄土教の重要な教義のひとつである。阿弥陀如来よりたまわる2種類の回向のあり方のひとつ。もう一方の「往相回向」と合わせ、「往還二回向」とよび、浄土宗、浄土真宗等浄土教における、中心教義である。

## 曇鸞と庄松の解釈
曇鸞が、その主著『浄土論註』（『往生論註』） の中で、
還相とは、かの土に生じをはりて、奢摩他・毘婆舎那・方便力成就することを得て、生死の稠林に回入して、一切衆生を教化して、ともに仏道に向かへしむるなり。
と「還相回向」を釈している。
続けて、
もしは往、もしは還、みな衆生を抜いて生死海を度せんがためなり。このゆゑに、「回向を首として大悲心を成就することを得たまへるがゆゑなり」
と二種の回向を釈している。
（意訳）
還相回向というのは、阿弥陀如来の浄土に往生して、止観行を成就し教化する力を獲得し、生死の世界、つまりこの世に還り来たって、すべての衆生を教化して、一緒に仏道に向かわせようとする力を、阿弥陀如来から与えられること。
また、江戸時代讃岐の庄松という妙好人が「私が捨てた念仏を喜んで拾う者がいる」と言うように、称名の声を聞いた時に、浄土からこの我々に働きかけているすがたと感じて、それに応えて称名をする姿を言う。

## 『教行信証』『浄土文類聚鈔』における還相回向
親鸞が、『教行信証』において、
還相の利益は利他の正意を顕すなり。ここをもつて論主（天親）は広大無碍の一心を宣布して、あまねく雑染堪忍の群萌を開化す。宗師（曇鸞）は大悲往還の回向を顕示して、ねんごろに他利利他の深義を弘宣したまへり。仰いで奉持すべし、ことに頂戴すべしと。
と釈したように、還相回向は利他行と解するべきである。
さらに親鸞は、『浄土文類聚鈔』において、
二つに還相回向といふは、すなはち利他教化地の益なり。すなはちこれ必至補処の願（第二十二願）より出でたり。また一生補処の願と名づけ、また還相回向の願と名づくべし。
とし、四十八願の内、第二十二願を根拠として挙げている。